# Мегри (департамент)
Мегри (фр. Mégri) — один из четырёх департаментов административного региона Вади-Фера в республике Чад. Столица департамента — город Матаджене.

## История
Департамент Мегри был создан постановлением № 027/PR/2012 от 4 сентября 2012 года, разделившим департамент Кобе на два департамента: Ириба и Мегри.

## Административное деление
Департамент Мегри включает в себя 6 подпрефектур:
- Матаджене (фр. Matadjana)
- Ви (фр. Wée)
- Нана (фр. Nanou)
- Урда (фр. Ourda)
- Магребе (фр. Mardebe)
- Трунга (фр. Troungna)